# Ce s-a întâmplat cu Baby Jane?
Ce s-a întâmplat cu Baby Jane? grafiat la timpul lansării Ce s-a întîmplat cu Baby Jane?, (titlul original: în engleză What Ever Happened to Baby Jane?) este un film thriller de groază psihologic american din 1962, regizat și produs de Robert Aldrich, după un scenariu de Lukas Heller⁠(d), bazat pe romanul cu același nume din 1960 al lui Henry Farrell⁠(d). Filmul le are în rolurile principale pe actrițele Bette Davis și Joan Crawford și prezintă debutul major în film al lui Victor Buono⁠(d). Filmul prezintă o fostă vedetă copil în vârstă care își chinuie sora paraplegică⁠(d), o fostă vedetă de cinema, într-un vechi conac din cartierul Hollywood.
Ce s-a întâmplat cu Baby Jane a fost lansat în cinematografele din Statele Unite ale Americii la 31 octombrie 1962, de către Warner Bros. Pictures. Filmul a fost bine primit de critici și a fost un succes de box office. A fost nominalizat la cinci premii Oscar și a câștigat unul pentru cele mai bune costume (alb-negru), iar Davis a marcat a zecea și ultima nominalizare la premiul pentru cea mai bună actriță.
Rivalitatea intensă de la Hollywood dintre cele două vedete ale filmului, Davis și Crawford, a fost esențială pentru succesul inițial al filmului. Acest lucru a dus în parte la revitalizarea carierei celor două vedete. În anii de după lansare, criticii au continuat să aprecieze filmul pentru comedia neagră bazată pe psihologie, camp și crearea subgenului psiho-biddy. Romanul și intriga controversată a filmului au făcut ca inițial filmul să aibă un rating X în Marea Britanie. Datorită atractivității vedetelor filmului, Dave Itzkoff⁠(d) de la The New York Times l-a identificat ca un „film idol clasic”. De asemenea, a devenit un favorit de durată al publicului queer.
În 2003, personajul Baby Jane Hudson⁠(d) a fost clasat pe locul 44 pe lista Institutului American de Film cu 50 cei mai buni ticăloși ai cinematografiei americane.
În 2021, filmul a fost selectat pentru conservare în Registrul Național de Film al Statelor Unite de către Biblioteca Congresului ca fiind „semnificativ din punct de vedere cultural, istoric sau estetic”.

## Intrigă

Copertă DVD a filmului

În 1917, „Baby Jane” Hudson este o actriță copil-vedetă răsfățată și capricioasă, care joacă în teatre vodevil din toată țara alături de tatăl ei, care îi este manager și o acompaniază pe scenă la pian. Succesul ei este așa de mare încât o linie de păpuși din porțelan este realizată după imaginea ei. Între timp, timida ei soră mai mare, Blanche, trăiește în umbra sa și este tratată cu dispreț de trufașa Jane. Pe măsură ce surorile devin adolescente, situațiile lor suferă o inversare; stilul lui Jane de a interpreta nu mai este la modă, iar cariera ei scade pe măsură ce suferă de alcoolism, în timp ce Blanche devine o actriță apreciată de la Hollywood. Conștientă de o promisiune făcută mamei lor, Blanche încearcă să mențină aparența unei cariere a lui Jane, ajungând până la a trata cu producătorii de film să-i garanteze roluri de actorie. Într-o seară din 1935, cariera lui Blanche este întreruptă atunci când este paralizată de la brâu în jos într-un accident de mașină misterios de care este învinuită neoficial Jane, care este găsită trei zile mai târziu într-o buimăceală totală cauzată de consumul de alcool.
Până în 1962, Blanche și Jane locuiesc împreună într-un conac cumpărat din încasările lui Blanche din filmele sale. Mobilitatea lui Blanche este limitată din cauza dependenței ei de un scaun cu rotile și a lipsei unui lift către dormitorul ei de la etaj. Jane, psihotică și cu resentimente față de succesul lui Blanche, o maltratează mereu pe sora sa și se pregătește să-și reînvie vechiul ei număr muzical cu pianistul angajat Edwin Flagg. Când Blanche o informează pe Jane că intenționează să vândă casa, Jane suspectează pe bună dreptate că Blanche o va interna într-un spital de psihiatrie odată ce casa va fi vândută. Ea deconectează telefonul din dormitorul lui Blanche, rupând-o de lumea exterioară. În timpul absenței lui Jane, Blanche se târăște disperată pe scări și își sună medicul pentru a cere ajutor. Jane se întoarce și o găsește pe Blanche la telefon și o bate până o lasă inconștientă. Ea imită vocea lui Blanche la telefon pentru a-l concedia pe doctor. După ce a legat-o pe Blanche în pat și a încuiat-o în camera ei, Jane o concediază brusc și pe menajera lor, Elvira, când vine la serviciu. În timp ce Jane este plecată,  Elvira suspectează ceva și se strecoară în casă și încearcă să intre în camera lui Blanche. Elvira încearcă să spargă ușa cu un ciocan deoarece nu-i răspunde nimeni. Jane se întoarce acasă și îi dă Elvirei cheia fără tragere de inimă. Imediat ce Elvira intră în camera lui Blanche, Jane ia ciocanul și o ucide pe Elvira. Edwin vine pe lângă casă, dar Jane nu răspunde la ușă. În acea noapte, folosește scaunul cu rotile al lui Blanche pentru a duce corpul Elvirei în mașina ei.
Câteva zile mai târziu, poliția sună pentru a-i spune lui Jane că vărul Elvirei a raportat dispariția acesteia. Jane intră în panică și se pregătește să plece, luând-o pe Blanche cu ea. Înainte să poată pleca, un Edwin în stare de ebrietate este escortat la ușa casei de poliție, care îl lasă acolo. El o descoperă pe Blanche legată de patul ei. Edwin fuge și anunță autoritățile. Jane, într-o criză de regresie infantilă, o duce pe Blanche pe o plajă unde a cântat în copilărie.
A doua zi dimineața se spune la radio despre dispariția Elvirei și a stării grave a lui Blanche, iar poliția este în alertă. Blanche – întinsă pe plajă pe o pătură, înfometată, deshidratată și la un pas de moarte  – se agită și îi spune povestea reală a accidentului de mașină pentru a o scuti pe Jane de vinovăție, spunând că este paraplegică din propria vină: în noaptea accidentului, Blanche era supărată pe sora ei beată pentru că a batjocorit-o la o petrecere mai devreme în acea noapte. Blanche și-a rupt coloana vertebrală când mașina ei a lovit porțile de fier din afara conacului lor, iar ea s-a târât în fața capotei mașinii pentru a se da vina pe Jane. Blanche a profitat de șocul lui Jane și de îndoiala ulterioară, ascunzându-i adevărata cauză a accidentului, care a supus-o pe Jane unei vieți de vinovăție, singurătate și servitute. Acum, conștientă de adevăr, o Jane întristată răspunde „Vrei să spui că în tot acest timp am fi putut fi prietene?” Când Jane ia înghețată pentru ea și pentru Blanche de la un stand de băuturi răcoritoare din apropiere, ea este recunoscută de doi polițiști, care îi cer s-o conducă la Blanche, atrăgând atenția persoanelor din apropiere. Jane scapă de ancheta ofițerilor și dansează în fața mulțimii de privitori curioși. Ofițerii o găsesc pe Blanche în apropiere și se grăbesc să o salveze în ultima scenă a filmului.

## Distribuție
- Bette Davis – Jane Hudson⁠(d)
  - Julie Allred – Jane la 9 ani
  - Debbie Burton⁠(d) – vocea care cântă a tinerei Jane
- Joan Crawford – Blanche Hudson
  - Gina Gillespie⁠(d) – Blanche la 13 ani
- Victor Buono⁠(d) – Edwin Flagg
- Wesley Addy⁠(d) – Marty McDonald
- Anne Barton⁠(d) – Cora Hudson (ca Ann Barton)
- Marjorie Bennett⁠(d) – Dehlia Flagg
- Bert Freed⁠(d) – Ben Golden
- Anna Lee⁠(d) – D-na. Bates, vecina lui Jane și Blanche
- Maidie Norman⁠(d) – Elvira Stitt
- Dave Willock⁠(d) – Ray Hudson
- William Aldrich – Asistent de ghișeu pentru prânz la plajă
- Ernest Anderson – Ernie vânzătorul de înghețată[17]
- Russ Conway – Ofițer de poliție
- Maxine Cooper⁠(d) – Consultant bancar
- Robert Cornthwaite⁠(d) – medicul Shelby
- Michael Fox⁠(d) – Bărbat din reclama TV
- B. D. Merrill⁠(d) – Liza Bates
- Don Ross – Ofițer de poliție
- James Seay⁠(d) – Ofițer de poliție
- John Shay – Ofițer de poliție
- Jon Shepodd⁠(d) – Ofițer de poliție
- Peter Virgo – Ofițer de poliție
- Bobs Watson⁠(d) – Funcționar în departamentul de anunțuri pentru ziare

## Producție

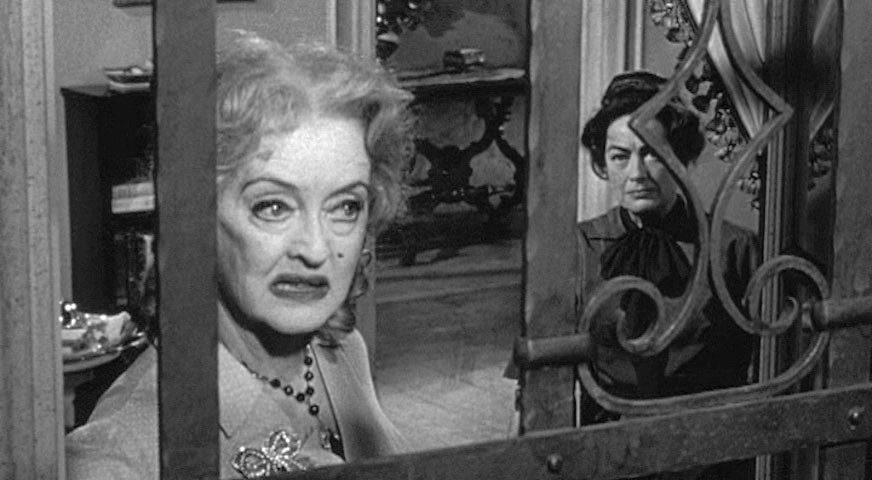
Bette Davis (stânga) ca Baby Jane Hudson și Joan Crawford ca sora ei, Blanche Hudson

Exteriorul casei conacului Hudson este situat la 172 South McCadden Place, în cartierul Hancock Park, Los Angeles⁠(d). Alte exterioare rezidențiale arată căsuțe pe bulevardul DeLongpre, lângă bulevardul Harvard din Hollywood, fără curțile lor actuale. Scena de pe plajă a fost filmată lângă casa lui Aldrich de pe plaja din Malibu, același loc unde Aldrich a filmat scena finală a filmului Sărută-mă mortal (1955). Exteriorul casei de pe plajă este vizibil pentru scurt timp în timpul scenelor finale ale filmului.
Imagini din filmele cu Bette Davis Parachute Jumper⁠(d) și Ex-Lady⁠(d) (ambele din 1933) și din filmul cu Joan Crawford Sadie McKee⁠(d) (1934) au fost folosite pentru a reprezenta actoria lui Jane și, respectiv, Blanche.
Personajul Liza, fiica doamnei Bates, a fost interpretat de fiica lui Davis din viața reală, B. D. Merrill⁠(d).
Într-o conversație telefonică din 1972, Crawford i-a spus autorului Shaun Considine că, după ce a văzut filmul, a îndemnat-o pe Davis să meargă să arunce o privire. Crawford a sunat-o pe Davis și a întrebat-o ce părere are despre film. Davis a răspuns: „Ai avut mare dreptate, Joan. Filmul este bun. Și am fost teribilă.” Crawford a spus: „Asta a fost. Nu a spus niciodată nimic despre interpretarea mea. Nici un cuvânt.”
În timpul filmărilor pentru Secretul verișoarei Charlotte (Hush...Hush, Sweet Charlotte, 1964), Crawford a recunoscut față de Lawrence J. Quirk⁠(d) dificultățile pe care le-a avut cu Davis din cauza incidentului de la Premiile Oscar, dar a adăugat: „Ea s-a comportat ca și cum Baby Jane ar fi fost un show cu o singură femeie după ce au nominalizat-o. Ce trebuia să fac? S-o las să acapareze toată gloria, să se comporte de parcă n-aș fi fost în film? Ea a primit nominalizarea. Nu am regretat asta, dar ar fi fost frumos dacă ea ar fi fost puțin amabilă în interviuri și mi-ar fi acordat puțin credit. Eu așa aș fi făcut.”

## Lansare

### Recepție critică
Recenziile contemporane premierei au fost împărțite. Într-o recenzie în general negativă din The New York Times, Bosley Crowther a observat: „[Davis și Crawford] au câteva scene amuzante și în cele din urmă înfiorătoare,  cu sânge, ură între surori țipătoare și monstruozitate generală... Încercările slabe pe care domnul Aldrich le-a făcut pentru a sugera ironia a două femei odată adorate și bogate, care trăiesc într-o asemenea depravare, și patosul invidiei lor adânci, care le-a dus la acest lucru, dispar foarte repede sub potopul grotescului pur... Nu este nimic emoționant sau deosebit de semnificativ în legătură cu cele două.” Philip K. Scheuer, de la Los Angeles Times, a criticat filmul, de asemenea, scriind că Crawford și Davis au fost transformate în „propriile lor caricaturi grotești” și că filmul „își bate joc nu doar de personajele sale, ci și de sensibilitatea publicului său”. Chicago Tribune a scris: „Acesta nu este un film, este o caricatură. Machiajul lui Bette Davis ar fi putut foarte bine să fie făcut de Charles Addams⁠(d), pericolele prin care trece Joan Crawford fac ca cele ale lui Pauline să arate ca o distracție bună și curată, iar intriga se adună într-o întorsătură fantastică [...] până când totul devine fără sens.” Brendan Gill⁠(d) de la The New Yorker a fost, de asemenea, oarecum negativ, numind filmul „departe de a fi un Hitchcock — el continuă și continuă, într-o lumină mult mai slabă decât este necesar, iar punctul culminant, la care se ajunge cu întârziere, este un amestec zdruncinat de urmăritori și urmăriți care mi-a adus în minte Anul trecut la Marienbad[...]”
Printre recenziile pozitive, Variety a declarat că, după o introducere lentă și prea lungă, filmul a devenit „o plimbare emoționantă cu toboganul”, adăugând: „cu toate că rezultatele o favorizează foarte mult pe Davis (și ea își câștigă meritul), trebuie recunoscut că intriga îi permite să alerge neîngrădit prin toate etapele nebuniei care se apropie... Crawford are o interpretare liniștită, remarcabil de fină a infirmei Blanche, strânsă emoțional de natura și temperamentul rolului.” De asemenea, lui Richard L. Coe⁠(d) de la The Washington Post i-a plăcut filmul, scriind că „Domnișoara Davis are cel mai spectaculos rol și mușcă din el cu toată forța ei de admirat, arătând înfricoșată din cap până în picioare. Mă îndoiesc că ar regreta unele dintre râsetele ei. Ea joacă pentru acestea și din punct de vedere psihologic este nevoie de acestea. Dacă domnișoara Crawford are rolul pasiv, acest lucru nu este fără recompense. Suferința este unul dintre darurile ei particulare.”' Monthly Film Bulletin⁠(d) a scris că numeroasele tehnici regizorale, inclusiv toate filmările cu plonjarea de pe scări, au făcut ca filmul să arate „mai degrabă ca o antologie a celor mai vechi și mai ușoare dispozitive thriller. Și totuși, în felul său gotic curios, filmul este minunat, mai ales ca o ieșire afară pentru actorii săi.”
În Sight & Sound⁠(d), Peter John Dyer a afirmat că filmul are „un aer frecvent de incompetență”, scriind despre regizorul Aldrich că este „ca un student de manual al lui Hitchcock care nu a depășit niciodată [filmul] Șantaj”. Dyer a lăudat totuși interpretările actrițelor principale, constatând că acestea par să fi găsit „o nouă maturitate, o disciplină încurajată poate de platourile limitate și de scaunul cu rotile al lui Crawford sau de interacțiunea rivalității lor profesionale cu un respect reciproc întârziat”.
Evaluările mai recente au fost mai uniform pozitive. Pe site-ul web al agregatorului de recenzii Rotten Tomatoes, filmul are un rating de aprobare de 92% bazat pe 51 de recenzii, cu un rating mediu de 7,91/10. Consensul critic al site-ului spune că filmul „Ce s-a întâmplat cu Baby Jane combină actoria puternică, atmosfera bogată și melodrama absorbantă în slujba unui thriller încordat cu subtext care provoacă gândirea”. Pe Metacritic, filmul are un scor mediu de 75 din 100 bazat pe 15 critici, indicând „recenzii favorabile în general”.
Într-o recenzie retrospectivă, TV Guide a acordat filmului patru stele, numindu-l „Războiul stelelor (vedetelor), servit în mod tranșant” și adăugă: „că, la fel ca în cele mai bune filme ale lui Hitchcock, suspansul, mai degrabă decât haosul real, conduce filmul.”
Regizorul japonez Akira Kurosawa (Barbă Roșie, Kagemusha) a citat Ce s-a întâmplat cu Baby Jane ca unul dintre filmele sale preferate.

### Premii și nominalizări
| Premiu                                           | Categorie                                | Nominalizare                  | Rezultat     |
| ------------------------------------------------ | ---------------------------------------- | ----------------------------- | ------------ |
| Premiile Oscar⁠(d)                                | Cea mai bună actriță                     | Bette Davis                   | Nominalizare |
| Premiile Oscar⁠(d)                                | Cel mai bun actor în rol secundar        | Victor Buono⁠(d)               | Nominalizare |
| Premiile Oscar⁠(d)                                | Cea mai bună imagine – alb-negru         | Ernest Haller⁠(d)              | Nominalizare |
| Premiile Oscar⁠(d)                                | Cele mai bune costume – alb-negru        | Norma Koch⁠(d)                 | Câștigat     |
| Premiile Oscar⁠(d)                                | Cel mai bun sunet                        | Joseph D. Kelly⁠(d)            | Nominalizare |
| Premiile BAFTA⁠(d)                                | Cea mai bună actriță străină             | Joan Crawford                 | Nominalizare |
| Premiile BAFTA⁠(d)                                | Cea mai bună actriță străină             | Bette Davis                   | Nominalizare |
| Festivalul Internațional de Film de la Cannes⁠(d) | Palme d'Or                               | Robert Aldrich                | Nominalizare |
| Premiul Asociației Regizorilor Americani         | Cea mai bună regie                       | Robert Aldrich                | Nominalizare |
| Premiile Globul de Aur⁠(d)                        | Cea mai bună actriță (dramă)             | Bette Davis                   | Nominalizare |
| Premiile Globul de Aur⁠(d)                        | Cel mai bun actor în rol secundar (film) | Victor Buono                  | Nominalizare |
| Premiul Laurel                                   | Sleeper of the Year                      | Sleeper of the Year           | Câștigat     |
| Premiul Laurel                                   | Top Female Dramatic Performance          | Bette Davis                   | Nominalizare |
| Online Film & Television Association Awards      | Hall of Fame – Motion Picture            | Hall of Fame – Motion Picture | Câștigat     |

## Lansare
Filmul Ce s-a întâmplat cu Baby Jane? a avut premiera în SUA pe data de 31 octombrie 1992.
În România premiera filmului a avut loc la data de 7 februarie 1966 la cinematografele „Capitol” și „Melodia” din capitală.

### Box office
Filmul a avut un succes la box office, încasând 9 milioane de dolari americani în cinematografele din America de Nord, aducând lui Bette Davis și Joan Crawford cel mai mare succes din mai mult de un deceniu.
În Regatul Unit, filmul a primit un certificat X de la BBFC în 1962, cu câteva tăieturi minore. Aceste tăieturi au fost anulate pentru înregistrarea pe video, care a primit un certificat 18 în 1988, ceea ce înseamnă că nimeni sub 18 ani nu putea cumpăra o copie a filmului. Cu toate acestea, în 2004, filmul a fost retrimis pentru o relansare în cinematografe și i s-a acordat un certificat 12A, ceea ce înseamnă că acum persoanele sub 12 ani îl puteau viziona dacă sunt însoțiți de un adult. A rămas în această categorie și în prezent.

### Moștenire
Succesul filmului a dat naștere la o succesiune de filme de groază/thriller cu femei în vârstă psihotice, un sub-gen denumit mai târziu psiho-biddy, printre care Hush...Hush, Sweet Charlotte⁠(d) sau What Ever Happened to Aunt Alice?⁠(d) ale lui Aldrich sau Whoever Slew Auntie Roo?⁠(d) și What's the Matter with Helen?⁠(d) ale lui Curtis Harrington⁠(d). A fost parodiat de filmul de comedie italian Che fine ha fatto Totò Baby?⁠(d) al lui Ottavio Alessi⁠(d).
Cartea lui Shaun Considine Bette and Joan: The Divine Feud (1989) descrie rivalitatea actrițelor, inclusiv experiența lor la filmarea acestei producții.
Duo-ul de comedie French and Saunders⁠(d) (Jennifer Saunders⁠(d) și Dawn French⁠(d)) a creat un episod BBC intitulat „Whatever Happened to Baby Dawn?” (Ce s-a întâmplat cu Baby Dawn?) la 22 martie 1990. French și Saunders au făcut, de asemenea, o piesă de teatru radiofonic despre surorile care se ceartă numită „Whatever Happened To Baby Jane Austen” în 2021.
În 1991, filmul a fost refăcut ca un film de televiziune omonim cu surorile din viața reală Vanessa și Lynn Redgrave⁠(d).
În 2005, o parte a filmului apare în Casa de ceară, un alt film de groază Warner Bros.
În 2006, Christina Aguilera a adoptat un nou alter ego numit Baby Jane după personajul lui Bette Davis din film.
În sezonul 2, episodul 4 din RuPaul's Drag Race All Stars⁠(d), talentele de actorie ale actorilor drag queen sunt testate în continuări de parodie ale filmelor preferate ale lui RuPaul. O parodie a „Ce s-a întâmplat cu Baby Jane” numită „Wha’ Ha” Happened to Baby JJ?” a fost realizată de Alaska⁠(d) și Alyssa Edwards⁠(d).
Bătălia în culise dintre Crawford și Davis în timpul producției filmului stă la baza serialului TV Feud din 2017, care le are în rolurile principale pe Jessica Lange în rolul lui Crawford și Susan Sarandon în rolul lui Davis și este creat de Ryan Murphy.